# Mérina Dakhar
Mérina Dakhar ist eine Gemeinde (commune) im Département Tivaouane der Region Thiès, gelegen im zentralen Westen Senegals. Sie ist Sitz der Präfektur des Arrondissement de Mérina Dakhar und besteht aus dem namensgebenden Hauptort (chef-lieu) sowie weiteren Dörfern (villages) und Weilern (hameaux).

## Geographische Lage
Mérina Dakhar liegt im Erdnussbecken Senegals, 32 Kilometer nordöstlich der Départementspräfektur Tivaouane und  106 Kilometer nordöstlich von Dakar. Das Gemeindegebiet hat eine Fläche von 300,50 km². Benachbarte Kommunen sind im Uhrzeigersinn Ngandiouf und Pékèsse im Osten, Baba Garage im Süden und im Westen Koul, Méouane sowie Ndande.

## Geschichte
Das Dorf Mérina Dakhar war seit 1976 Hauptort einer Landgemeinde (communauté rurale) und erhielt 2014, wie in Senegal alle communautés rurales, den landesweit einheitlichen Status einer Gemeinde (commune).

## Bevölkerung
Die letzten Volkszählungen ergaben jeweils folgende Einwohnerzahlen:
| Jahr | Einwohner |
| ---- | --------- |
| 2002 | 26.553    |
| 2013 | 32.345    |
| 2023 | 39.103    |

## Verkehr
Mérina Dakhar wird von dem Fernstraßennetz Senegals nur insofern erschlossen, dass das Gemeindegebiet in dem stumpfen Winkel zwischen den Nationalstraßen N 2 und N 9 liegt, die sich in der westlich benachbarten Stadt Mékhé treffen. Die Ortschaften im Straßenverlauf sind jedoch nicht Teil der Gemeinde. Der Hauptort ist aus Richtung Mékhé über eine als Regionalstraße ausgewiesene acht Kilometer lange Schotterpiste erreichbar.